# Iwankowoer Stausee
Der Iwankowoer Stausee (russisch Иваньковское водохранилище/ Iwankowskoje wodochranilischtsche; auch „Moskauer Meer“ bzw. „Wolgastausee“) ist ein Stausee an der Wolga im europäischen Teil Russlands. Er ist Teil der so genannten Wolga-Kama-Kaskade.
Die Stauanlage (⊙) befindet sich bei Dubna rund 120 km nördlich von Moskau. Der Bau erfolgte zusammen mit dem Moskau-Wolga-Kanal von 1933 bis 1937. Das maximale Stauvolumen des Stausees umfasst 1.120 Mio. m³ Wasser und bedeckt eine Fläche von 327 km².
Das Laufwasserkraftwerk ist mit Kaplan-Turbinen mit einer Engpassleistung von insgesamt 30 Megawatt ausgestattet. Jährlich werden damit 130 Mio. kWh elektrischer Strom produziert.